# Saison 2008 de la Currie Cup Premier Division
Navigation
Currie Cup 2007 Currie Cup 2009
La saison 2008 de la Currie Cup Premier Division voit s'affronter les huit meilleures provinces d'Afrique du Sud du 20 juin au 25 octobre 2008. La compétition est en deux phases. Lors de la première phase de la compétition, les équipes s'affrontent en matchs aller-retour. Les quatre premières sont qualifiées pour les demi-finales. L'équipe classée première affronte celle classée quatrième, et l'équipe classée seconde affronte celle classée troisième. Les deux dernières équipes de la phase régulière affrontent les deux meilleures équipes de la First Division en match de barrage aller-retour pour garder leur place en Premier Division.
La compétition est remportée par les Natal Sharks qui battent les Blue Bulls 14-9 en finale. Les Falcons perdent leur place dans la Premier Division au profit des Leopards alors que les Boland Cavaliers conservent leur place.

## Équipes participantes
La compétition oppose pour la saison 2008 les huit meilleures provinces sud-africaines de rugby à XV :
| - Blue Bulls - Boland Cavaliers - Falcons - Free State Cheetahs | - Golden Lions - Griquas - Natal Sharks - Western Province |

## Classement de la phase régulière
| Rang | Province                | J  | V  | N | D  | Bo | Bd | Pm  | Pe  | Diff | Pts |
| ---- | ----------------------- | -- | -- | - | -- | -- | -- | --- | --- | ---- | --- |
| 1    | Natal Sharks            | 14 | 12 | 0 | 2  | 9  | 0  | 450 | 243 | +207 | 57  |
| 2    | Blue Bulls              | 14 | 11 | 0 | 3  | 8  | 1  | 482 | 235 | +247 | 53  |
| 3    | Free State Cheetahs (T) | 14 | 9  | 0 | 5  | 5  | 1  | 389 | 265 | +124 | 42  |
| 4    | Golden Lions            | 14 | 8  | 0 | 6  | 7  | 2  | 430 | 301 | +129 | 41  |
| 5    | Western Province        | 14 | 8  | 0 | 6  | 5  | 3  | 385 | 276 | +109 | 40  |
| 6    | Griquas                 | 14 | 3  | 1 | 10 | 3  | 2  | 315 | 464 | -149 | 19  |
| 7    | Boland Cavaliers        | 14 | 2  | 1 | 11 | 3  | 1  | 253 | 528 | -275 | 14  |
| 8    | Falcons                 | 14 | 2  | 0 | 12 | 3  | 3  | 293 | 685 | -392 | 14  |

|  | Qualifiés pour la phase finale (no 1, no 2, no 3, no 4).                                                      |
|  | Disputent les matchs de barrage pour la promotion-relégation en First Division de la Currie Cup (no 7, no 8). |
|  | T : Tenant du titre 2007                                                                                      |

Attribution des points : victoire sur tapis vert : 5, victoire : 4, match nul : 2, défaite : 0, forfait : -2 ; plus les bonus (offensif : 4 essais marqués ; défensif : défaite par 7 points d'écart maximum).
Règle de classement : ?

## Résultats des rencontres de la phase régulière
L'équipe qui reçoit est indiquée dans la colonne de gauche.
| Province            | BLU   | BOL   | FAL   | FSC   | GOL   | GRI   | NAT   | WES   |
| ------------------- | ----- | ----- | ----- | ----- | ----- | ----- | ----- | ----- |
| Blue Bulls          |       | 69-19 | 22-20 | 31-23 | 27-30 | 41-12 | 35-14 | 37-6  |
| Boland Cavaliers    | 10-26 |       | 31-29 | 10-15 | 10-31 | 9-9   | 7-41  | 7-23  |
| Falcons             | 7-50  | 42-48 |       | 7-78  | 14-83 | 36-30 | 19-44 | 38-32 |
| Free State Cheetahs | 5-23  | 50-40 | 51-14 |       | 22-18 | 22-3  | 31-9  | 17-35 |
| Golden Lions        | 7-21  | 57-17 | 35-23 | 28-38 |       | 41-20 | 20-34 | 27-13 |
| Griquas             | 22-58 | 48-22 | 59-19 | 16-20 | 32-36 |       | 15-44 | 21-20 |
| Natal Sharks        | 34-25 | 38-13 | 28-10 | 22-10 | 16-11 | 66-12 |       | 28-25 |
| Western Province    | 26-17 | 50-10 | 92-15 | 9-3   | 14-6  | 30-18 | 10-32 |       |

|  | Victoire à domicile |  | Match nul |  | Défaite à domicile |

## Phase finale
|  | Demi-finales                               | Demi-finales                          |                  |    | Finale                                | Finale                                |
|  | Demi-finales                               | Demi-finales                          |                  |    | Finale                                | Finale                                |
|  |                                            |                                       |                  |    |                                       |                                       |
|  | 11 octobre 2008, ABSA Stadium, Durban      | 11 octobre 2008, ABSA Stadium, Durban |                  |    | 25 octobre 2008, ABSA Stadium, Durban | 25 octobre 2008, ABSA Stadium, Durban |
|  | 11 octobre 2008, ABSA Stadium, Durban      | 11 octobre 2008, ABSA Stadium, Durban |                  |    | 25 octobre 2008, ABSA Stadium, Durban | 25 octobre 2008, ABSA Stadium, Durban |
|  | [1] Natal Sharks                           | 29                                    |                  |    | 25 octobre 2008, ABSA Stadium, Durban | 25 octobre 2008, ABSA Stadium, Durban |
|  | [1] Natal Sharks                           | 29                                    |                  |    | 25 octobre 2008, ABSA Stadium, Durban | 25 octobre 2008, ABSA Stadium, Durban |
|  | [4] Golden Lions                           | 14                                    |                  |    | 25 octobre 2008, ABSA Stadium, Durban | 25 octobre 2008, ABSA Stadium, Durban |
|  | [4] Golden Lions                           | 14                                    | [1] Natal Sharks | 14 |                                       |                                       |
|  | 12 octobre 2008, Loftus Versfeld, Pretoria |                                       | [1] Natal Sharks | 14 |                                       |                                       |
|  |                                            | [2] Blue Bulls                        | 9                |    |                                       |                                       |
|  | [2] Blue Bulls                             | [2] Blue Bulls                        | 9                | 31 |                                       |                                       |
|  | [2] Blue Bulls                             |                                       |                  | 31 |                                       |                                       |
|  | [3] Free State Cheetahs                    | 19                                    |                  |    |                                       |                                       |
|  | [3] Free State Cheetahs                    | 19                                    |                  |    |                                       |                                       |

## Promotion-relégation
Les Boland Cavaliers se maintiennent en Premier Division, les Leopards sont promus à la suite des matchs de barrage aller-retour :
- Boland Cavaliers - Griffons : 54 – 14 / 42 – 50
- Falcons - Leopards : 24 – 29 / 19 – 27